# Saint-Pol-sur-Ternoise
Saint-Pol-sur-Ternoise – miejscowość i gmina we Francji, w regionie Hauts-de-France, w departamencie Pas-de-Calais.
Według danych na rok 1990 gminę zamieszkiwało 5215 osób, a gęstość zaludnienia wynosiła 633 osób/km² (wśród 1549 gmin regionu Nord-Pas-de-Calais Saint-Pol-sur-Ternoise plasuje się na 170. miejscu pod względem liczby ludności, natomiast pod względem powierzchni na miejscu 437.).

## Współpraca
- Warstein, Niemcy
- Hebden Bridge, Wielka Brytania